# ASC Dukla Prag/Saison 2013
Dieser Artikel listet Erfolge und Fahrer des Radsportteams ASC Dukla Prag in der Saison 2013 auf.

## Erfolge in der UCI Asia Tour
In der Saison 2013 wurden folgende Erfolge in der UCI Asia Tour erzielt.
| Datum             | Rennen                         | Kat. | Sieger          |
| ----------------- | ------------------------------ | ---- | --------------- |
| 23. Mai           | 2. Etappe Tour of Iran         | 2.2  | Alois Kaňkovský |
| 24. Mai           | 3. Etappe Tour of Iran         | 2.2  | Alois Kaňkovský |
| 25. Mai           | 4. Etappe Tour of Iran         | 2.2  | Alois Kaňkovský |
| 27. Mai           | 6. Etappe Tour of Iran         | 2.2  | Milan Kadlec    |
| 14. September     | 1. Etappe Tour of China I      | 2.1  | Jiří Hochmann   |
| 17. September     | 3. Etappe Tour of China I      | 2.1  | Alois Kaňkovský |
| 24. September     | 2. Etappe Tour of China II     | 2.1  | Alois Kaňkovský |
| 26. September     | 3. Etappe Tour of China II     | 2.1  | Alois Kaňkovský |
| 27. September     | 4. Etappe Tour of China II     | 2.1  | Alois Kaňkovský |
| 23.–30. September | Gesamtwertung Tour of China II | 2.1  | Alois Kaňkovský |
| 6. November       | 5. Etappe Tour of Taihu Lake   | 2.1  | Alois Kaňkovský |
| 8. November       | 7. Etappe Tour of Taihu Lake   | 2.1  | Alois Kaňkovský |
| 12. November      | Tour of Nanjing                | 1.2  | Alois Kaňkovský |
| 18. November      | 3. Etappe Tour of Fuzhou       | 2.2  | Jiří Hochmann   |

## Zugänge – Abgänge
| Zugänge   | Team 2012 | Abgänge    | Team 2013          |
| --------- | --------- | ---------- | ------------------ |
| Jan Skála | Neoprofi  | Jan Dostál | SKC Tufo Prostějov |

## Mannschaft
| Name             | Geburtstag         | Nationalität |
| ---------------- | ------------------ | ------------ |
| Jiří Bareš       | 10. Mai 1989       | Tschechien   |
| Martin Bláha     | 12. September 1977 | Tschechien   |
| Roman Fürst      | 5. Mai 1991        | Tschechien   |
| Martin Hačecký   | 24. Juli 1988      | Tschechien   |
| Vojtech Hačecký  | 29. März 1987      | Tschechien   |
| Jiří Hochmann    | 10. Januar 1986    | Tschechien   |
| Milan Kadlec     | 13. Oktober 1974   | Tschechien   |
| Jan Kadúch       | 6. Juni 1992       | Tschechien   |
| Alois Kaňkovský  | 19. Juli 1983      | Tschechien   |
| Jan Kraus        | 23. Januar 1993    | Tschechien   |
| Marek Mixa       | 7. Juni 1985       | Tschechien   |
| Denis Rugovac    | 3. April 1993      | Tschechien   |
| Ondřej Rybin     | 12. Mai 1993       | Tschechien   |
| František Sisr   | 17. März 1993      | Tschechien   |
| Jan Skála        | 26. September 1994 | Tschechien   |
| Ondřej Vendolský | 12. Juli 1991      | Tschechien   |